# Distrito de Limburg-Weilburg
El Distrito de Limburgo-Weilburgo (en alemán: Landkreis Limburg-Weilburg) es un distrito federal que se encuentra en la Región de Gießen, Hesse (Alemania). La capital del distrito (Kreisstadt) es la ciudad de Limburgo del Lahn. Los distritos limítrofes son el Lahn-Dill, Alto Taunus, Rheingau-Taunus, Rin-Lahn y Westerwald.

## Geografía
El distrito cae en la sierra de Taunus y Westerwald. Una gran parte del territorio se encuentra en los valles (Tallandschaft) del Lahn (Weilburger Lahntalgebiet y Limburger Becken), que fluye desde el Kreis desde el noroeste hacia el sudeste. 

## Historia
El actual distrito de Limburg-Weilburg nació en 1974 fruto de la reorganización administrativa del estado federal de Hesse.

## Ciudades y municipios
(Habitantes a 30 de junio de 2005)
| 1. Bad Camberg (14.932) 2. Hadamar (12.369) 3. Limburgo del Lahn, la capital (33.936) 4. Runkel (9.729) 5. Weilburg (13.793) | 1. Beselich (5.735) 2. Brechen (6.770) 3. Dornburg (8.650) 4. Elbtal (2.523) 5. Elz (7.990) 6. Hünfelden (10.261) 7. Löhnberg (4.463) 8. Mengerskirchen, ciudad de mercado (6.139) 9. Merenberg, ciudad de mercado (3.477) 10. Selters (8.297) 11. Villmar, ciudad de mercado (7.331) 12. Waldbrunn (6.096) 13. Weilmünster, ciudad de mercado (9.427) 14. Weinbach (4.751) |